# 1999-es Formula–1 japán nagydíj
Az 1999-es Formula–1 világbajnokság szezonzáró futama a japán nagydíj volt.

## Futam
Irvine 4 pontos előnnyel érkezett Japánba Häkkinen előtt, így a futamgyőzelem mindegyikük számára a bajnoki címet jelentette. Schumacher szerezte meg a pole-t Häkkinen előtt, míg Irvine balesetet szenvedett az időmérőn, csak az ötödik helyről indult. Irvine a boxkiállásoknál megelőzte Panist, majd Coulthard kicsúszása után harmadiknak jött fel. Häkkinen megelőzte Schumachert a rajtnál, majd megnyerte a futamot is, így megszerezte második bajnoki címét.
Häkkinen 76 ponttal lett az 1999-es év egyéni világbajnoka. Irvine 74 ponttal második, Frentzen 54-gyel harmadik lett. A konstruktőri bajnokságot a Ferrari nyerte (1983 után először) 128 ponttal. A McLaren 4 pont hátránnyal második, míg a Jordan 61 ponttal harmadik lett.

|         | Rsz. | Versenyző             | Csapat             | Körök | Idő/Kiesések | Rajthely | Pontok |
| ------- | ---- | --------------------- | ------------------ | ----- | ------------ | -------- | ------ |
| 1       | 1    | Mika Häkkinen         | McLaren-Mercedes   | 53    | 1:31:18,785  | 2        | 10     |
| 2       | 3    | Michael Schumacher    | Ferrari            | 53    | +5,015       | 1        | 6      |
| 3       | 4    | Eddie Irvine          | Ferrari            | 53    | +1:35,688    | 5        | 4      |
| 4       | 8    | Heinz-Harald Frentzen | Jordan-Mugen-Honda | 53    | +1:38,635    | 4        | 3      |
| 5       | 6    | Ralf Schumacher       | Williams-Supertec  | 53    | +1:39,494    | 9        | 2      |
| 6       | 11   | Jean Alesi            | Sauber-Petronas    | 52    | +1 kör       | 10       | 1      |
| 7       | 17   | Johnny Herbert        | Stewart-Ford       | 52    | +1 kör       | 8        |        |
| 8       | 16   | Rubens Barrichello    | Stewart-Ford       | 52    | +1 kör       | 13       |        |
| 9       | 22   | Jacques Villeneuve    | BAR-Supertec       | 52    | +1 kör       | 11       |        |
| 10      | 10   | Alexander Wurz        | Benetton-Playlife  | 52    | +1 kör       | 15       |        |
| 11      | 12   | Pedro Diniz           | Sauber-Petronas    | 52    | +1 kör       | 17       |        |
| 12      | 23   | Ricardo Zonta         | BAR-Supertec       | 52    | +1 kör       | 18       |        |
| 13      | 14   | Pedro de la Rosa      | Arrows             | 51    | +2 kör       | 21       |        |
| 14      | 9    | Giancarlo Fisichella  | Benetton-Playlife  | 47    | Motor        | 14       |        |
| Kiesett | 15   | Takagi Toranoszuke    | Arrows             | 43    | Váltó        | 19       |        |
| Kiesett | 20   | Luca Badoer           | Minardi-Ford       | 43    | Motor        | 22       |        |
| Kiesett | 2    | David Coulthard       | McLaren-Mercedes   | 39    | Hidraulika   | 3        |        |
| Kiesett | 21   | Marc Gené             | Minardi-Ford       | 31    | Váltó        | 20       |        |
| Kiesett | 7    | Damon Hill            | Jordan-Mugen-Honda | 21    | Visszalépett | 12       |        |
| Kiesett | 18   | Olivier Panis         | Prost-Peugeot      | 19    | Generátor    | 6        |        |
| Kiesett | 19   | Jarno Trulli          | Prost-Peugeot      | 3     | Motor        | 7        |        |
| Kiesett | 5    | Alessandro Zanardi    | Williams-Supertec  | 0     | Elektronika  | 16       |        |

## A világbajnokság végeredménye
| H   | Versenyzők            | Pont | H   | Konstruktőrök      | Pont |
| --- | --------------------- | ---- | --- | ------------------ | ---- |
| 1.  | Mika Häkkinen         | 76   | 1.  | Ferrari            | 128  |
| 2.  | Eddie Irvine          | 74   | 2.  | McLaren-Mercedes   | 124  |
| 3.  | Heinz-Harald Frentzen | 54   | 3.  | Jordan-Mugen-Honda | 61   |
| 4.  | David Coulthard       | 48   | 4.  | Stewart-Ford       | 36   |
| 5.  | Michael Schumacher    | 44   | 5.  | Williams-Supertec  | 35   |
| 6.  | Ralf Schumacher       | 35   | 6.  | Benetton-Playlife  | 15   |
| 7.  | Rubens Barrichello    | 21   | 7.  | Prost-Peugeot      | 9    |
| 8.  | Johnny Herbert        | 15   | 8.  | Sauber-Petronas    | 5    |
| 9.  | Giancarlo Fisichella  | 13   | 9.  | Arrows             | 1    |
| 10. | Mika Salo             | 10   | 10. | Minardi-Ford       | 1    |

(A teljes lista)

## Statisztikák
Vezető helyen:
- Mika Häkkinen: 50 (1-19 / 23-53)
- Michael Schumacher: 3 (20-22)

Mika Häkkinen 14. győzelme, Michael Schumacher 23. pole-pozíciója, 39. leggyorsabb köre.
- McLaren 123. győzelme.

Damon Hill 122., és Alessandro Zanardi utolsó versenye.